# Eichelbohrer
Der Eichelbohrer oder Gewöhnliche Eichelbohrer (Curculio glandium) ist ein Käfer aus der Familie der Rüsselkäfer (Curculionidae).

## Merkmale

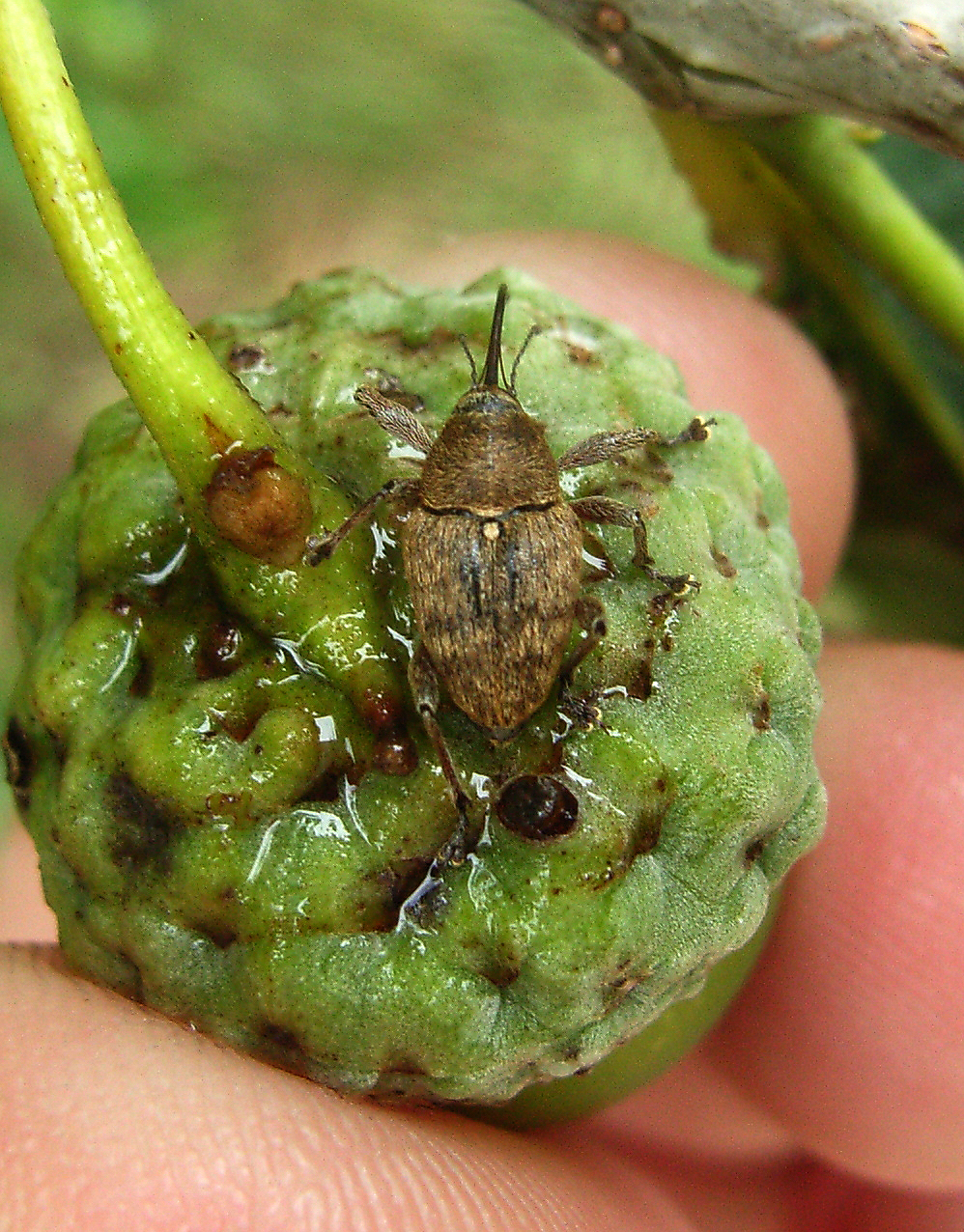
Ansicht von oben

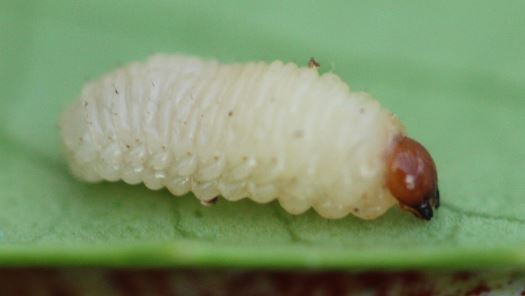
Larve

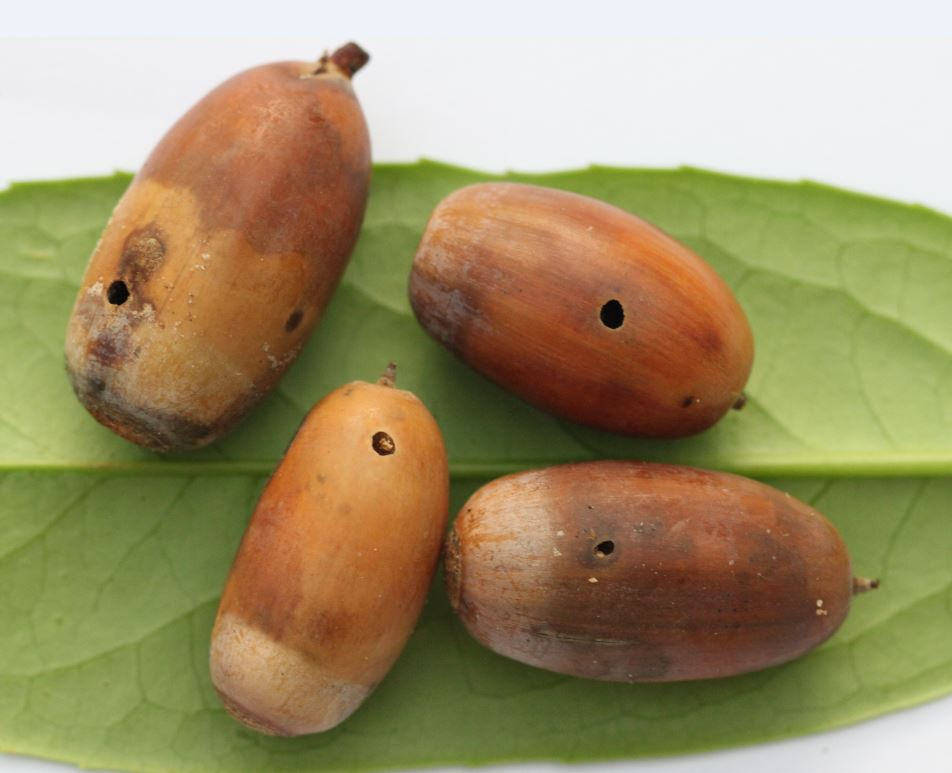
Eicheln mit Schlupflöchern, durch die die Larven sie zur Verpuppung verlassen haben.

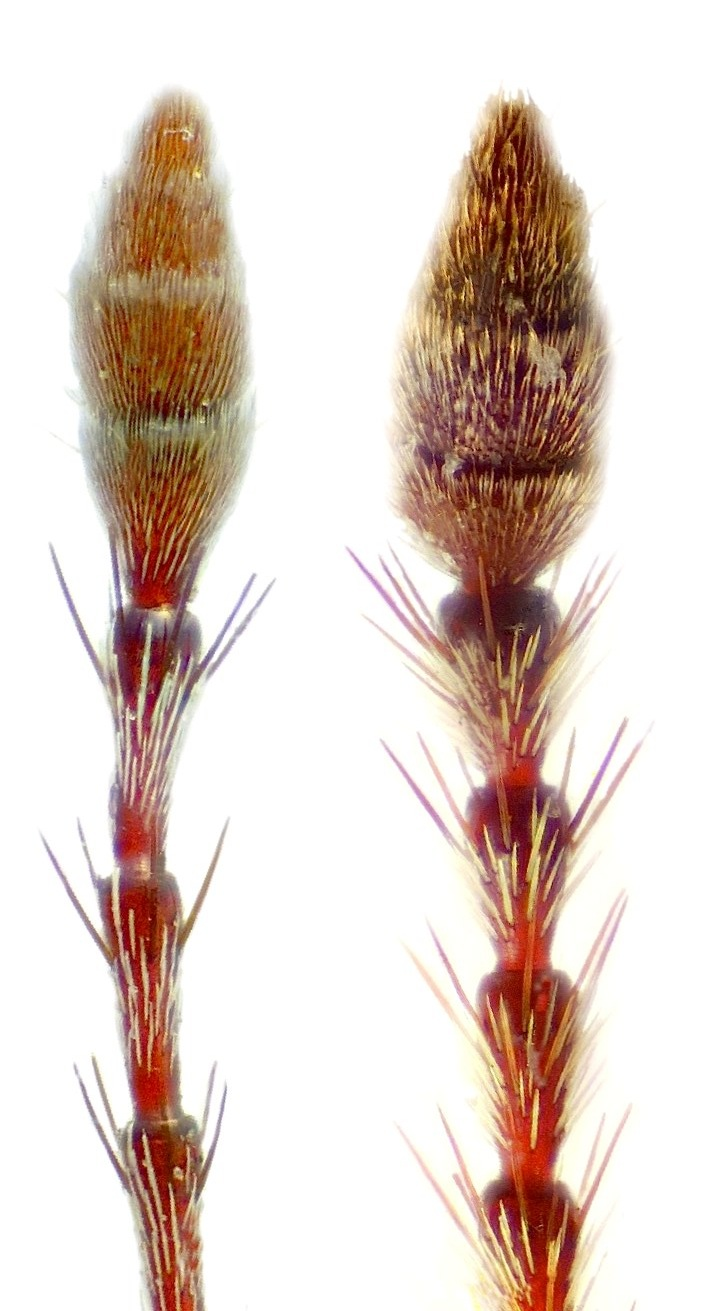
Vergleich der Fühler von Curculio glandium (links) und Curculio nucum (rechts)

Die Käfer werden 4 bis 7,5 Millimeter lang. Ihr Körper ist mit länglichen, gelbbraunen oder rotbraunen, anliegenden Schuppen bedeckt. Sie sehen den nah verwandten Arten der Gattung sehr ähnlich. Vom Haselnussbohrer (Curculio nucum) unterscheiden sie sich durch die Form der Fühlerglieder und deren Behaarung: Die Geißelglieder sind länger als breit und nur locker, fein anliegend  statt abstehend behaart. Außerdem haben sie keinen Haarkamm an der Flügeldeckennaht. Die ebenfalls ähnlichen Arten Curculio venosus und Curculio pellitus unterscheiden sich durch ihr langgestrecktes Schildchen sowohl vom Eichel- als auch vom Haselnussbohrer. Der Rüssel der Männchen ist nur so lang wie die Deckflügel, der der Weibchen ist körperlang.

## Vorkommen
Die Tiere kommen in ganz Europa, Nordafrika und in der Türkei vor, werden nach Norden hin aber seltener. Sie leben in verschiedenen Lebensräumen mit Gehölzen, wie etwa Wäldern und großen Hecken.

## Lebensweise
Die Weibchen fressen mit ihrem Rüssel tiefe Löcher in unreife Eicheln, um dann ein oder zwei Eier in die Frucht zu legen. Nach etwa zwei Wochen schlüpfen die gelblich weißen, am Kopf rotbraunen, beinlosen Larven. Ihre Lebensweise ähnelt den Larven des Haselnussbohrers. Sie entwickeln sich innerhalb der Frucht und verlassen sie mit einer Körperlänge von 9 bis 10 Millimetern, um etwa 25 Zentimeter tief im Erdboden zu überwintern, bevor sie sich im Frühjahr des nächsten Jahres im Boden verpuppen. Die Imagines der neuen Generation schlüpfen im nächsten Mai oder Juni.

## Gefährdung
Die Art gilt in Deutschland als ungefährdet.

## Belege